# Donkere wimperzweefvlieg
De donkere wimperzweefvlieg (Dasysyrphus pauxillus) is een vliegensoort uit de familie van de zweefvliegen (Syrphidae). De wetenschappelijke naam van de soort is voor het eerst geldig gepubliceerd in 1887 door Williston.